# Vysjneve
Vysjneve (ukrainska: Вишне́ве uttal (fil)) är en stad i Kiev oblast, strax söder om Kiev i Ukraina. Folkmängden uppgick till 37 012 invånare i början av 2012.